# Slunéčko růžové
Slunéčko růžové (Oenopia conglobata) je druh brouka z čeledi slunéčkovití.

## Popis
Délka těla slunéčka růžového se pohybuje v rozmezí 3,5–5,4 mm, je oválného tvaru. Tělo je narůžovělé nebo světle žluté s osmi nepravidelnými skvrnami, pronotum je krémově žluté se sedmi černými skvrnami, které můžou někdy být spojené nebo naopak méně nápadné. V některých případech může být pronotum celé černé s bílým okrajem. Hlava je světle krémově žlutá.

## Rozšíření
Slunéčko růžové se běžně vyskytuje na stromech a keřích v některých zemích střední Evropy a zejména Středomoří. Preferuje lesy, zahrady a travnaté oblasti s hojnou vegetací.

## Potrava

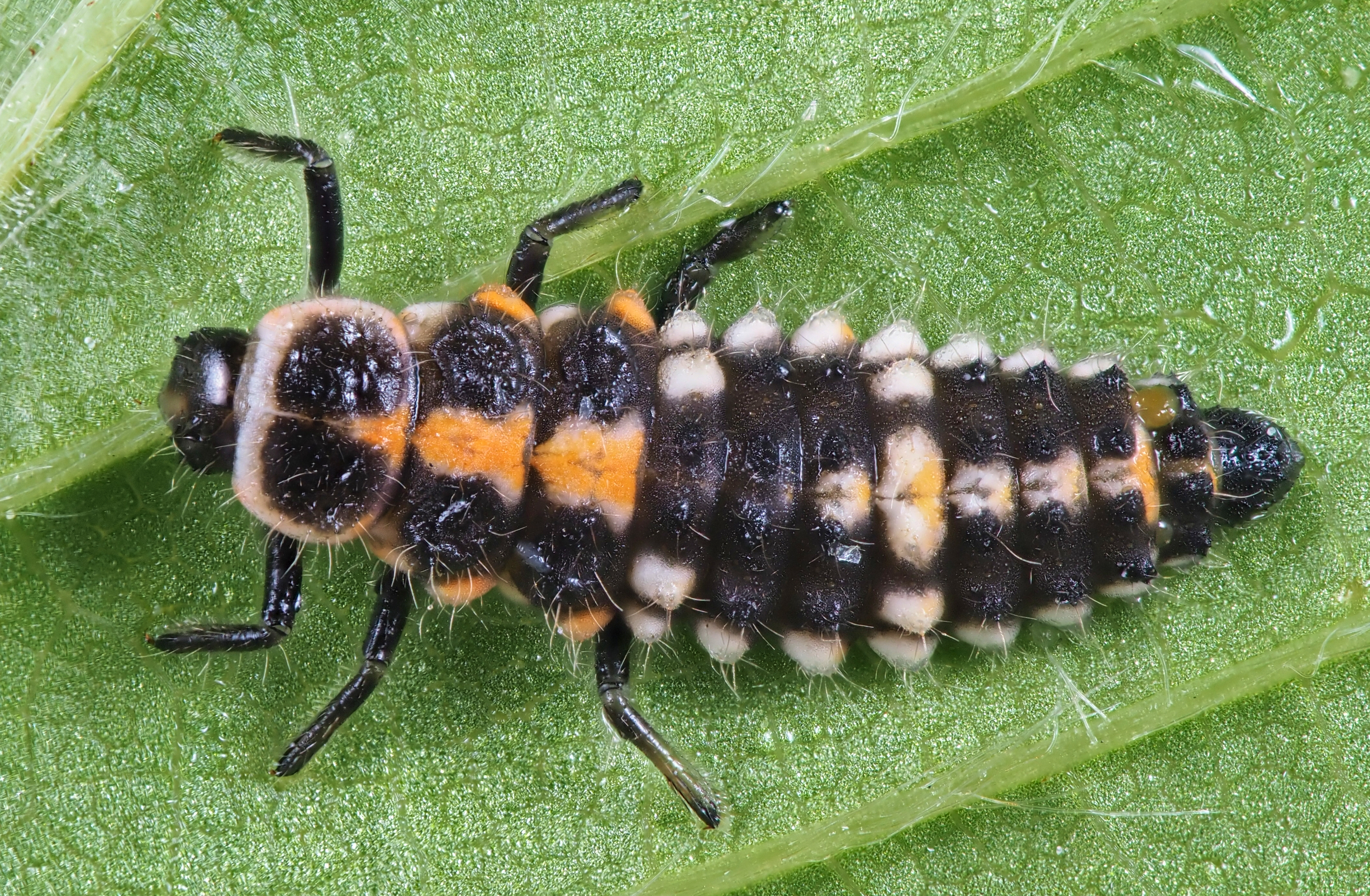
Larva slunéčka růžového

Stejně jako další druhy z čeledi slunéčkovití se slunéčko růžové živí mšicemi, přičemž dospělý jedinec jich zkonzumuje více než larvální stádium.